# IC 596
IC 596 је спирална галаксија у сазвјежђу Лав која се налази на листи објеката дубоког неба у Индекс каталогу.
Деклинација објекта је + 10° 2' 30" а ректасцензија 10h 10m 31,3s. Привидна величина (магнитуда) објекта IC 596 износи 14,9 а фотографска магнитуда 15,8. IC 596 је још познат и под ознакама MCG 2-26-30, CGCG 64-84, IRAS 10079+1016, PGC 29621.